# 2012 à Nauru
Cet article présente les faits marquants de l'année 2012 à Nauru.

## Évènements
- 13 août : Sous la pression de l'opposition, et menacé de perdre les élections législatives de 2013, le gouvernement australien réintroduit la très controversée « solution du Pacifique » à l'encontre des demandeurs d'asile arrivés sans visa par bateau[1]. Le 14 septembre, les premiers demandeurs d'asile arrivés par bateau, trente Sri Lankais, sont transférés dans un camp de rétention à Nauru, et logés provisoirement dans des tentes militaires, l'objectif affiché étant de dissuader la venue de migrants dans des bateaux de fortune[2].

- 29 novembre : Alors que le camp d'internement australien de demandeurs d'asile, à Nauru, fait controverse, l'un des détenus, en grève de la faim depuis sept semaines, est évacué vers l'Australie. À cette date, au moins dix-huit autres détenus poursuivent une grève de la faim[3].

- novembre / décembre : Kieren Keke, ministre nauruan des Affaires étrangères, est le représentant de l'Alliance des petits États insulaires à la Conférence de Doha sur les changements climatiques. Il regrette l'aboutissement de la conférence, décrivant un « processus [qui] ne produit que des mots et pas d'action »[4].